# Kl. 10
Kl. 10 (en español: 10 p. m.) es una canción escrita y cantada por la danesa Medina que fue publicada el 31 de octubre de 2011. Fue el tercer sencillo del álbum For Altid, que salió a la venta el 19 de septiembre de 2011. La canción fue número #1 durante cinco semanas consecutivas en Dinamarca, convirtiéndose en el octavo sencillo de la artista que alcanza dicha posición.

## Videoclip
El videoclip de la canción fue dirigido por Michael Sauer Christensen. Fue publicado el 27 de noviembre de 2011. Fue grabado en la ciudad de Berlín, Alemania, en concreto en la estación de Alexanderplatz. El video comienza con una Medina visualmente nerviosa entrando en la estación de metro, donde tras una columna observa pasar a una pareja. Una vez que la pareja baja al andén, Medina baja tras ellos y espera impaciente sentada en una escalera. La pareja, abrazada, espera la llegada del tren, mientras la cantante desde enfrente los observa, cruzando una mirada con el chico. Cuando llega el tren, la pareja se despide y la chica entra en el vagón. Cuando se marcha se puede ver como Medina sonríe al chico, deseosa de encontrarse con él. Ambos se besan y abrazan, sin embargo es descubierto por la chica, que empuja y separa a la pareja. Tras una discusión, la chica se marcha y el chico intenta besar a Medina, sin embargo ésta lo rechaza, marchándose de la estación cabizbaja y en estado de nervios.